# Numero di Forte

Il set 3-1 ha tre possibili rotazioni/inversioni, la cui forma normale è la torta più piccola o la forma più compatta

Nella teoria degli insiemi musicali, un numero di Forte è la coppia di numeri che Allen Forte ha assegnato alla forma primaria di ogni insieme di classi di altezze di tre o più membri in The Structure of Atonal Music (1973, ISBN 0-300-02120-8). Il primo numero indica il numero di classi di altezza nell'insieme di classi di altezza e il secondo numero indica la posizione della sequenza dell'insieme nell'ordine di Forte di tutti gli insiemi di classi di altezza che contengono lo stesso numero di altezze.

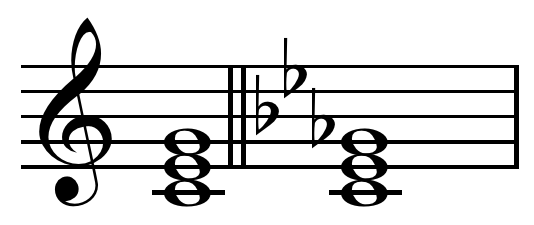
Accordi maggiori e minori in Do

## Storia
Nel sistema di accordatura 12-TET (o in qualsiasi altro sistema di accordatura che divide l'ottava in dodici semitoni), ogni classe di tono può essere indicata da un numero intero compreso tra 0 e 11 (compreso) e un set di classi di toni può essere indicato da un insieme di questi numeri interi. La forma primaria di un set di classi di toni è la più compatta (ovvero, compatta a sinistra o la più piccola in ordine lessicografico) della forma normale di un set o della sua inversione. La forma normale di un set è quella che è trasposta in modo da essere la più compatta. Ad esempio, un accordo maggiore in secondo rivolto contiene le classi di tonalità 7, 0 e 4. La forma normale sarebbe quindi 0, 4 e 7. La sua inversione (trasposta rovesciando gli intervalli in direzione opposta) risulta essere l'accordo minore che contiene le classi di tonalità 0 , 3 e 7; ed è la forma primaria.
Gli accordi maggiore e minore hanno entrambi il numero di Forte 3-11, a indicare che è l'undicesimo nell'ordinamento di Forte del set di classi di intonazione con tre toni. Al contrario al tricordo viennese, con le classi di intonazione 0,1 e 6, viene assegnato il numero di Forte 3-5, a indicare che è il quinto nell'ordinamento di Forte del set di classi di intonazione con tre toni. 
La forma normale della scala diatonica, come quella di do maggiore, 0, 2, 4, 5, 7, 9 e 11, è 11, 0, 2, 4, 5, 7 e 9, corrispondente al modo locrio e quindi la sua forma primaria è 0, 1, 3, 5, 6, 8 e 10; il suo numero di Forte è 7-35, e ciò indica che si tratta del trentacinquesimo set di classi di intonazione a sette membri.

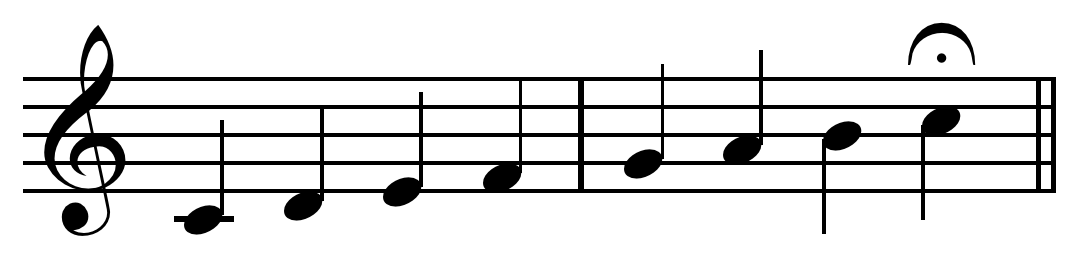

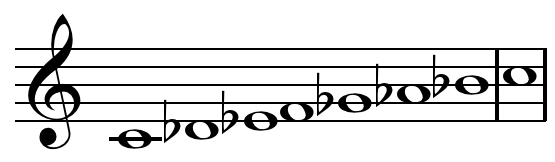

Le serie di altezze che condividono lo stesso numero di Forte hanno vettori di intervallo identici. Quelli che hanno numeri di Forte diversi hanno vettori di intervallo diversi ad eccezione dei set relativi a z (ad esempio 6-Z44 e 6-Z19).

## Calcolo
Esistono tre metodi prevalenti per il calcolo della forma primaria. Il primo è stato descritto da Forte e il secondo è stato introdotto nella Basic Atonal Theory di John Rahn e utilizzato in Introduction to Post-Tonal Theory (Introduzione alla teoria post-tonale) di Joseph N. Straus. L'articolo, List of pitch-class sets (Elenco del set di classi di intonazione), sembra utilizzare l'algoritmo Rahn. Ad esempio, il numero primario di Forte per 6-31 è {0,1,3,5,8,9} mentre l'algoritmo di Rahn sceglie {0,1,4,5,7,9}.
Nel linguaggio della combinatoria i numeri di Forte corrispondono ai braccialetti binari di lunghezza 12: cioè, classi di equivalenza di sequenze binarie di lunghezza 12 sotto le operazioni di permutazione ciclica e inversione. In questa corrispondenza, un uno in una sequenza binaria corrisponde a un tono presente in un insieme di classi di toni e uno zero in una sequenza binaria corrisponde a un tono assente. La rotazione delle sequenze binarie corrisponde alla trasposizione degli accordi e l'inversione delle sequenze binarie corrisponde all'inversione degli accordi. La forma più compatta di un set di classi di tonalità è la sequenza lessicograficamente massima all'interno della corrispondente classe di sequenze di equivalenza.
In precedenza Elliott Carter (1960-1967) aveva prodotto un elenco numerato di set di classi di intonazione, o "accordi", come Carter faceva riferimento a loro, per uso personale.

## Numero di Forte
Forme primarie e vettori intervallari degli insiemi di classi di altezze. Quella che segue è la tabella di tutti gli insiemi di classi di altezze, nel sistema di dodici suoni, per come li ha catalogati Forte. Gli insiemi complementari tra loro si trovano allineati nella stessa riga.
| Nome      | Classi di altezze | Vettore intervallare | Nome      | Classi di altezze  | Vettore intervallare |
| --------- | ----------------- | -------------------- | --------- | ------------------ | -------------------- |
| 3-1(12)   | 0,1,2             | 210000               | 9-1       | 0,1,2,3,4,5,6,7,8  | 876663               |
| 3-2       | 0,1,3             | 111000               | 9-2       | 0,1,2,3,4,5,6,7,9  | 777663               |
| 3-3       | 0,1,4             | 101100               | 9-3       | 0,1,2,3,4,5,6,8,9  | 767763               |
| 3-4       | 0,1,5             | 100110               | 9-4       | 0,1,2,3,4,5,7,8,9  | 766773               |
| 3-5       | 0,1,6             | 100011               | 9-5       | 0,1,2,3,4,6,7,8,9  | 766674               |
| 3-6(12)   | 0,2,4             | 020100               | 9-6       | 0,1,2,3,4,5,6,8,10 | 686763               |
| 3-7       | 0,2,5             | 011010               | 9-7       | 0,1,2,3,4,5,7,8,10 | 677673               |
| 3-8       | 0,2,6             | 010101               | 9-8       | 0,1,2,3,4,6,7,8,10 | 676764               |
| 3-9(12)   | 0,2,7             | 010020               | 9-9       | 0,1,2,3,5,6,7,8,10 | 676683               |
| 3-10(12)  | 0,3,6             | 002001               | 9-10      | 0,1,2,3,4,6,7,9,10 | 668664               |
| 3-11      | 0,3,7             | 001110               | 9-11      | 0,1,2,3,5,6,7,9,10 | 667773               |
| 3-12(4)   | 0,4,8             | 000300               | 9-12      | 0,1,2,4,5,6,8,9,10 | 666963               |
| 4-1(12)   | 0,1,2,3           | 321000               | 8-1       | 0,1,2,3,4,5,6,7    | 765442               |
| 4-2       | 0,1,2,4           | 221100               | 8-2       | 0,1,2,3,4,5,6,8    | 665542               |
| 4-3(12)   | 0,1,3,4           | 212100               | 8-3       | 0,1,2,3,4,5,6,9    | 656542               |
| 4-4       | 0,1,2,5           | 211110               | 8-4       | 0,1,2,3,4,5,7,8    | 655552               |
| 4-5       | 0,1,2,6           | 210111               | 8-5       | 0,1,2,3,4,6,7,8    | 654553               |
| 4-6(12)   | 0,1,2,7           | 210021               | 8-6       | 0,1,2,3,5,6,7,8    | 654463               |
| 4-7(12)   | 0,1,4,5           | 201210               | 8-7       | 0,1,2,3,4,5,8,9    | 645652               |
| 4-8(12)   | 0,1,5,6           | 200121               | 8-8       | 0,1,2,3,4,7,8,9    | 644563               |
| 4-9(6)    | 0,1,6,7           | 200022               | 8-9       | 0,1,2,3,6,7,8,9    | 644464               |
| 4-10(12)  | 0,2,3,5           | 122010               | 8-10      | 0,2,3,4,5,6,7,9    | 566452               |
| 4-11      | 0,1,3,5           | 121110               | 8-11      | 0,1,2,3,4,5,7,9    | 565552               |
| 4-12      | 0,2,3,6           | 112101               | 8-12      | 0,1,3,4,5,6,7,9    | 556543               |
| 4-13      | 0,1,3,6           | 112011               | 8-13      | 0,1,2,3,4,6,7,9    | 556453               |
| 4-14      | 0,2,3,7           | 111120               | 8-14      | 0,1,2,4,5,6,7,9    | 555562               |
| 4-Z15     | 0,1,4,6           | 111111               | 8-Z15     | 0,1,2,3,4,6,8,9    | 555553               |
| 4-16      | 0,1,5,7           | 110121               | 8-16      | 0,1,2,3,5,7,8,9    | 554563               |
| 4-17(12)  | 0,3,4,7           | 102210               | 8-17      | 0,1,3,4,5,6,8,9    | 546652               |
| 4-18      | 0,1,4,7           | 102111               | 8-18      | 0,1,2,3,5,6,8,9    | 546553               |
| 4-19      | 0,1,4,8           | 101310               | 8-19      | 0,1,2,4,5,6,8,9    | 545752               |
| 4-20(12)  | 0,1,5,8           | 101220               | 8-20      | 0,1,2,4,5,7,8,9    | 545662               |
| 4-21(12)  | 0,2,4,6           | 030201               | 8-21      | 0,1,2,3,4,6,8,10   | 474643               |
| 4-22      | 0,2,4,7           | 021120               | 8-22      | 0,1,2,3,5,6,8,10   | 465562               |
| 4-23(12)  | 0,2,5,7           | 021030               | 8-23      | 0,1,2,3,5,7,8,10   | 465472               |
| 4-24(12)  | 0,2,4,8           | 020301               | 8-24      | 0,1,2,4,5,6,8,10   | 464743               |
| 4-25(6)   | 0,2,6,8           | 020202               | 8-25      | 0,1,2,4,6,7,8,10   | 464644               |
| 4-26(12)  | 0,3,5,8           | 012120               | 8-26      | 0,1,2,4,5,7,9,10   | 456562               |
| 4-27      | 0,2,5,8           | 012111               | 8-27      | 0,1,2,4,5,7,8,10   | 456553               |
| 4-28(3)   | 0,3,6,9           | 004002               | 8-28      | 0,1,3,4,6,7,9,10   | 448444               |
| 4-Z29     | 0,1,3,7           | 111111               | 8-Z29     | 0,1,2,3,5,6,7,9    | 555553               |
| 5-1(12)   | 0,1,2,3,4         | 432100               | 7-1       | 0,1,2,3,4,5,6      | 654321               |
| 5-2       | 0,1,2,3,5         | 332110               | 7-2       | 0,1,2,3,4,5,7      | 554331               |
| 5-3       | 0,1,2,4,5         | 322210               | 7-3       | 0,1,2,3,4,5,8      | 544431               |
| 5-4       | 0,1,2,3,6         | 322111               | 7-4       | 0,1,2,3,4,6,7      | 544332               |
| 5-5       | 0,1,2,3,7         | 321121               | 7-5       | 0,1,2,3,5,6,7      | 543342               |
| 5-6       | 0,1,2,5,6         | 311221               | 7-6       | 0,1,2,3,4,7,8      | 533442               |
| 5-7       | 0,1,2,6,7         | 310132               | 7-7       | 0,1,2,3,6,7,8      | 532353               |
| 5-8(12)   | 0,2,3,4,6         | 232201               | 7-8       | 0,2,3,4,5,6,8      | 454422               |
| 5-9       | 0,1,2,4,6         | 231211               | 7-9       | 0,1,2,3,4,6,8      | 453432               |
| 5-10      | 0,1,3,4,6         | 223111               | 7-10      | 0,1,2,3,4,6,9      | 445332               |
| 5-11      | 0,2,3,4,7         | 222220               | 7-11      | 0,1,3,4,5,6,8      | 444441               |
| 5-Z12(12) | 0,1,3,5,6         | 222121               | 7-Z12     | 0,1,2,3,4,7,9      | 444342               |
| 5-13      | 0,1,2,4,8         | 221311               | 7-13      | 0,1,2,4,5,6,8      | 443532               |
| 5-14      | 0,1,2,5,7         | 221131               | 7-14      | 0,1,2,3,5,7,8      | 443352               |
| 5-15(12)  | 0,1,2,6,8         | 220222               | 7-15      | 0,1,2,4,6,7,8      | 442443               |
| 5-16      | 0,1,3,4,7         | 213211               | 7-16      | 0,1,2,3,5,6,9      | 435432               |
| 5-Z17(12) | 0,1,3,4,8         | 212320               | 7-Z17     | 0,1,2,4,5,6,9      | 434541               |
| 5-Z18     | 0,1,4,5,7         | 212221               | 7-Z18     | 0,1,2,3,5,8,9      | 434442               |
| 5-19      | 0,1,3,6,7         | 212122               | 7-19      | 0,1,2,3,6,7,9      | 434343               |
| 5-20      | 0,1,3,7,8         | 211231               | 7-20      | 0,1,2,4,7,8,9      | 433452               |
| 5-21      | 0,1,4,5,8         | 202420               | 7-21      | 0,1,2,4,5,8,9      | 424641               |
| 5-22(12)  | 0,1,4,7,8         | 202321               | 7-22      | 0,1,2,5,6,8,9      | 424542               |
| 5-23      | 0,2,3,5,7         | 132130               | 7-23      | 0,2,3,4,5,7,9      | 354351               |
| 5-24      | 0,1,3,5,7         | 131221               | 7-24      | 0,1,2,3,5,7,9      | 353442               |
| 5-25      | 0,2,3,5,8         | 123121               | 7-25      | 0,2,3,4,6,7,9      | 345342               |
| 5-26      | 0,2,4,5,8         | 122311               | 7-26      | 0,1,3,4,5,7,9      | 344532               |
| 5-27      | 0,1,3,5,8         | 122230               | 7-27      | 0,1,2,4,5,7,9      | 344451               |
| 5-28      | 0,2,3,6,8         | 122212               | 7-28      | 0,1,3,5,6,7,9      | 344433               |
| 5-29      | 0,1,3,6,8         | 122131               | 7-29      | 0,1,2,4,6,7,9      | 344352               |
| 5-30      | 0,1,4,6,8         | 121321               | 7-30      | 0,1,2,4,6,8,9      | 343542               |
| 5-31      | 0,1,3,6,9         | 114112               | 7-31      | 0,1,3,4,6,7,9      | 336333               |
| 5-32      | 0,1,4,6,9         | 113221               | 7-32      | 0,1,3,4,6,8,9      | 335442               |
| 5-33(12)  | 0,2,4,6,8         | 040402               | 7-33      | 0,1,2,4,6,8,10     | 262623               |
| 5-34(12)  | 0,2,4,6,9         | 032221               | 7-34      | 0,1,3,4,6,8,10     | 254442               |
| 5-35(12)  | 0,2,4,7,9         | 032140               | 7-35      | 0,1,3,5,6,8,10     | 254361               |
| 5-Z36     | 0,1,2,4,7         | 222121               | 7-Z36     | 0,1,2,3,5,6,8      | 444342               |
| 5-Z37(12) | 0,3,4,5,8         | 212320               | 7-Z37     | 0,1,3,4,5,7,8      | 434541               |
| 5-Z38     | 0,1,2,5,8         | 212221               | 7-Z38     | 0,1,2,4,5,7,8      | 434442               |
| 6-1(12)   | 0,1,2,3,4,5       | 543210               |           |                    |                      |
| 6-2       | 0,1,2,3,4,6       | 443211               |           |                    |                      |
| 6-Z3      | 0,1,2,3,5,6       | 433221               | 6-Z36     | 0,1,2,3,4,7        |                      |
| 6-Z4(12)  | 0,1,2,4,5,6       | 432321               | 6-Z37(12) | 0,1,2,3,4,8        |                      |
| 6-5       | 0,1,2,3,6,7       | 422232               |           |                    |                      |
| 6-Z6(12)  | 0,1,2,5,6,7       | 421242               | 6-Z38(12) | 0,1,2,3,7,8        |                      |
| 6-7(6)    | 0,1,2,6,7,8       | 420243               |           |                    |                      |
| 6-8(12)   | 0,2,3,4,5,7       | 343230               |           |                    |                      |
| 6-9       | 0,1,2,3,5,7       | 342231               |           |                    |                      |
| 6-Z10     | 0,1,3,4,5,7       | 333321               | 6-Z39     | 0,2,3,4,5,8        |                      |
| 6-Z11     | 0,1,2,4,5,7       | 333231               | 6-Z40     | 0,1,2,3,5,8        |                      |
| 6-Z12     | 0,1,2,4,6,7       | 332232               | 6-Z41     | 0,1,2,3,6,8        |                      |
| 6-Z13(12) | 0,1,3,4,6,7       | 324222               | 6-Z42(12) | 0,1,2,3,6,9        |                      |
| 6-14      | 0,1,3,4,5,8       | 323430               |           |                    |                      |
| 6-15      | 0,1,2,4,5,8       | 323421               |           |                    |                      |
| 6-16      | 0,1,4,5,6,8       | 322431               |           |                    |                      |
| 6-Z17     | 0,1,2,4,7,8       | 322332               | 6-Z43     | 0,1,2,5,6,8        |                      |
| 6-18      | 0,1,2,5,7,8       | 322242               |           |                    |                      |
| 6-Z19     | 0,1,3,4,7,8       | 313431               | 6-Z44     | 0,1,2,5,6,9        |                      |
| 6-20(4)   | 0,1,4,5,8,9       | 303630               |           |                    |                      |
| 6-21      | 0,2,3,4,6,8       | 242412               |           |                    |                      |
| 6-22      | 0,1,2,4,6,8       | 241422               |           |                    |                      |
| 6-Z23(12) | 0,2,3,5,6,8       | 234222               | 6-Z45(12) | 0,2,3,4,6,9        |                      |
| 6-Z24     | 0,1,3,4,6,8       | 233331               | 6-Z46     | 0,1,2,4,6,9        |                      |
| 6-Z25     | 0,1,3,5,6,8       | 233241               | 6-Z47     | 0,1,2,4,7,9        |                      |
| 6-Z26(12) | 0,1,3,5,7,8       | 232341               | 6-Z48(12) | 0,1,2,5,7,9        |                      |
| 6-27      | 0,1,3,4,6,9       | 225222               |           |                    |                      |
| 6-Z28(12) | 0,1,3,5,6,9       | 224327               | 6-Z49(12) | 0,1,3,4,7,9        |                      |
| 6-Z29(12) | 0,1,3,6,8,9       | 224232               | 6-Z50(12) | 0,1,4,6,7,9        |                      |
| 6-30(12)  | 0,1,3,6,7,9       | 224223               |           |                    |                      |
| 6-31      | 0,1,3,5,8,9       | 223431               |           |                    |                      |
| 6-32(12)  | 0,2,4,5,7,9       | 143250               |           |                    |                      |
| 6-33      | 0,2,3,5,7,9       | 143241               |           |                    |                      |
| 6-34      | 0,1,3,5,7,9       | 142422               |           |                    |                      |
| 6-35(2)   | 0,2,4,6,8,10      | 060603               |           |                    |                      |